# Armando Paredes
Armando "Armandito" Paredes (född 4 september 1985 i Guayaquil, Ecuador) är en professionell ecuadoriansk fotbollsspelare. Han är mittfältare i Club Sport Emelec och i landslaget. Paredes ses som en av de största talangerna i Ecuador.